# 韋德布里奇
韋德布里奇（Wadebridge）是英格蘭康沃爾郡北部的一個城鎮和民政教區。據2001年人口普查，韋德布里奇有人口6,222，2011年增加到7,900人。